# 維利希夫齊 (科洛梅亞區)
48°47′30″N 25°22′43″E / 48.79167°N 25.37861°E
維利希夫齊（烏克蘭語：Вільхівці），是烏克蘭的村落，位於該國西部伊萬諾-弗蘭科夫斯克州，由科洛梅亚区負責管轄，始建於1447年，面積10.84平方公里，2001年人口628。